# Cassville (New York)
Pour les articles homonymes, voir Cassville.
Cassville est une localité du comté d'Oneida dans l'État de New York aux États-Unis.
La commune est située à l'intersection de la route 8 entre New Hartford près d'Utica et Bridgewater et de la Summit road, route reliant transversalement la route 8 à la route 12.